# Jaak Sooäär

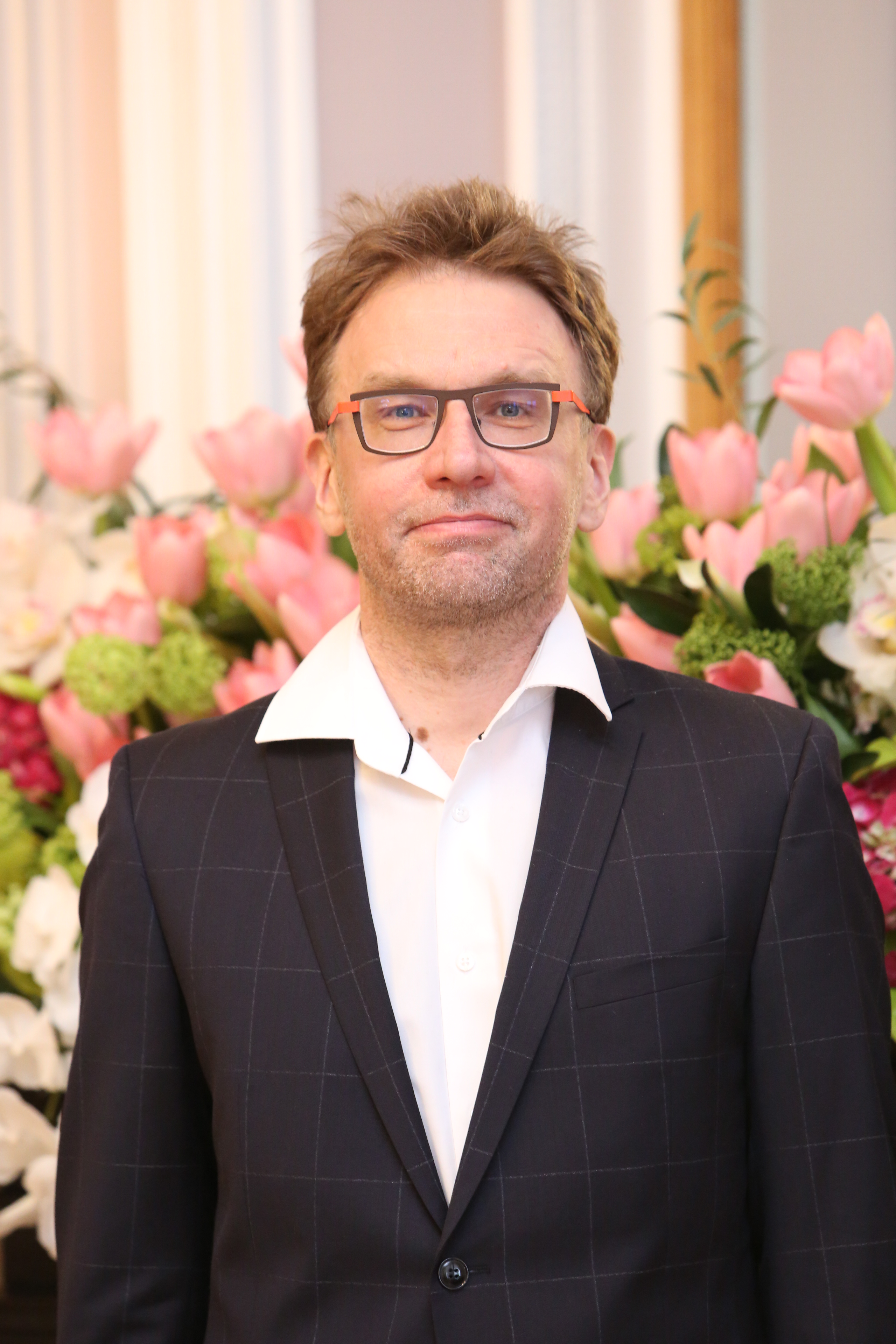
Jaak Sooäär (2021)

Jaak Sooäär (* 25. April 1972 in Tallinn, Estnische SSR) ist ein estnischer Jazzgitarrist.

## Leben und Wirken
Sooäär sang als Kind im Estnischen Knabenchor, mit dem er auf Konzertreisen in der UdSSR unterwegs war. Er studierte am Musikkolleg in Tallinn und am Rytmisk Musikkonservatorium in Kopenhagen. Ab 1989 begann er in der estnischen Jazz- und Popszene zu arbeiten. 
1999 tourte er mit dem European Jazz Youth Orchestra, 2003 spielte er in der EBU Big Band. Im selben Jahr erschien der Mitschnitt eines Konzerts im Jumo Jazzclub in Helsinki (Spring Odysse), bei dem Sooäär mit Mikko Innanen und Han Bennink spielte. 2006 trat Sooäär als Gastsolist mit der WDR Big Band auf. 2007 nahm er ein Duoalbum mit der Harfenistin und Sängerin Tuule Kann auf. Außerdem arbeitete er mit internationalen Musikern wie Ray Anderson, Conny Bauer, Raoul Björkenheim, Eric Brochard, Gavin Bryars, Kent Carter, Will Calhoun, Pierre Dørge, Anders Jormin, Dave Kikoski, Joëlle Léandre, Joe Lovano, Ramón López, Ron McClure, Karlheinz Miklin, John Schröder, Harri Sjöström und Petras Vyšniauskas. Mit Alexey Kruglow trat er 2011 auch in Österreich auf. Insgesamt hat er mehr als zwanzig Alben eingespielt.
An der Estnischen Musik- und Theaterakademie  unterrichtet er seit 2001 Gitarre an der Jazz-Abteilung. Seit 2004 fungiert er als deren Leiter.

## Preise und Auszeichnungen
2001 erhielt er in dem mit Daniel Erdmann betriebenen Projekt Desert Time den ersten Preis beim internationalen Peer-Gynt-Improvisationswettbewerb in Pärnu. Mit seiner Band Eesti Keeled erhielt er sowohl 2003 als auch 2005 den estnischen Musikpreis als „bester Ethno/Folk-Künstler“; 2007 wurde Sooäär als erster Jazzmusiker mit dem neuen estnischen Jazzpreis ausgezeichnet. Im selben Jahr erhielt er auch den jährlichen Preis der estnischen Kulturstiftung (Eesti Kultuurkapital).

## Diskographische Hinweise
- Mikko Innanen, Jaak Sooäär & Han Bennink – Spring Odyssey (TUM, 2006)
- Tuule Kann, Jaak Sooäär  – Õhtu Ilu - Beauty of the Evening (Tutl, 2007)